# Aderus fasciatus
Aderus fasciatus es una especie de coleóptero de la familia Aderidae. Fue descrita científicamente por Frederick Ernst Melsheimer en 1846.